# (5147) Maruyama
(5147) Maruyama (1992 BQ) – planetoida z pasa głównego asteroid okrążająca Słońce w ciągu 4,24 lat w średniej odległości 2,62 j.a. Odkryta 28 stycznia 1992 roku.